# Niżnia Goryczkowa Rówień

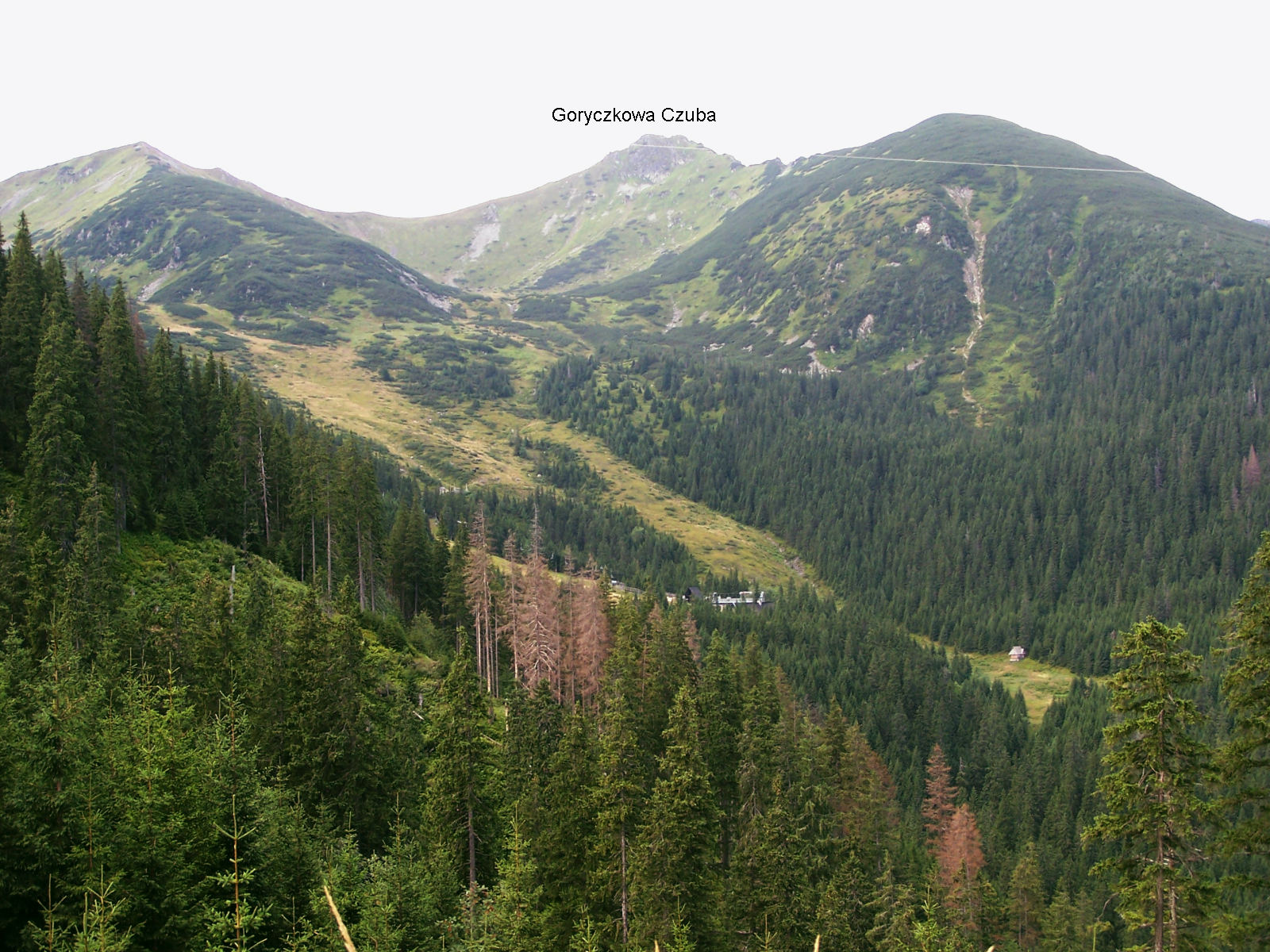
Niżnia Goryczkowa Rówień w dole po prawej stronie (pojedynczy budynek chatki sędziowskiej)

Niżnia Goryczkowa Rówień – niewielka płaśń w środkowej części Doliny Goryczkowej w polskich Tatrach Zachodnich, po zachodniej stronie Goryczkowego Potoku. Położona jest na wysokości ok. 1305–1325 m n.p.m., nieco poniżej Wyżniej Goryczkowej Równi, w północno-zachodnim kierunku od niej. Dawniej na Wyżniej Równi stało wiele szałasów pasterskich, cała Dolina Goryczkowa była bowiem wypasana i wchodziła w skład Hali Goryczkowej. Szałasy te czasami były niszczone były przez lawiny. Istniało tutaj również Schronisko w Dolinie Goryczkowej, ale 2 marca 1956 r. zostało zburzone przez lawinę ze Żlebu Marcinowskich, która zsunęła się Żlebem Marcinowskich z Kondratowego Wierchu. W wypadku tym zginęli obydwoje gospodarze schroniska (Zofia i Władysław Marcinowscy) oraz 3 żołnierzy WOP. Zniszczony został także stojący w pobliżu szałas, zimą pełniący rolę schroniska (Schronisko Króla).
Niżnia Goryczkowa Rówień popularnie nazywana bywa Polakiem – od nazwiska Jana Polaka, który był właścicielem zburzonego przez lawinę schroniska. Latem, jak pisze Władysław Cywiński nie zagląda tu pies z kulawą nogą, zimą natomiast rówień roi się od narciarzy. Przez Niżnią Goryczkową Rówień brak bowiem szlaków turystyki pieszej, w zimie natomiast prowadzi przez nią nartostrada. Na potrzeby uniwersjady w 2001 na Niżniej Goryczkowej Równi wybudowano chatkę sędziowską. Dawniej tutaj kończyła się trasa biegu zjazdowego, jednak nie spełnia ona obecnych standardów (jest za krótka), czasami tylko przeprowadza się tutaj giganty.

## Nartostrady
– jednokierunkowa nartostrada z Kasprowego Wierchu przez Dolinę Goryczkową pod Zakosy, Niżnią Goryczkową Rówień i północnymi podnóżami Kondratowego Wierchu do schroniska PTTK na Hali Kondratowej.